# Gliese 163 c
Gliese 163 c – planeta krążąca wokół czerwonego karła Gliese 163 w tzw. ekosferze, czyli obszarze, gdzie na powierzchni potencjalnie może istnieć ciekła woda. Gwiazda macierzysta planety oddalona jest od Słońca o 15 parseków (ok. 49 lat świetlnych) i znajduje się w konstelacji Złotej Ryby. Planeta ma masę ok. 6,9 razy większą od masy Ziemi, natomiast promień od 1,8 do 2,4 promienia Ziemi, stąd też sklasyfikowana została jako superziemia. Odkrycia planety dokonał w 2012 roku zespół europejskich astronomów za pośrednictwem obserwatorium w La Silla w Chile biorącego udział w misji High Accuracy Radial Velocity Planet Searcher.

## Warunki do życia
Ze względu na fakt, iż planeta Gliese 163 c otrzymuje od swojej macierzystej gwiazdy strumień promieniowania średnio o 40% większy niż Ziemia od Słońca, powierzchnia tej egzoplanety jest znacznie bardziej nagrzana od ziemskiego odpowiednika. Nawet przy założeniach, że warunki panujące na Gliese 163 c są zbliżone do warunków na Ziemi, powinna tam panować temperatura ok. +60 °C. Jeśli okazałoby się to prawdą, szanse na zaistnienie zaawansowanego życia na tym obiekcie znacznie by zmalały, gdyż większość złożonych form życia nie przeżywa w temperaturach wyższych niż 50 °C. Jednakże wiele mikroorganizmów, takich jak chociażby hipertermofile, czy inne ekstremofile, może się rozwijać w podobnych warunkach (i przy wyższych temperaturach, wśród znanych nam organizmów nawet do 150 °C). Niekorzystnie na rozwój życia może wpłynąć również fakt, iż Gliese 163 c krąży wokół czerwonego karła, a cechą charakterystyczną dla tego typu gwiazd jest to, iż zmusza ona planety krążące wokół niego do obiegu synchronicznego, tj. ciało niebieskie zawsze jest zwrócone do tarczy gwiazdy jedną stroną. Dodatkowo większa aktywność czerwonych karłów może powodować wzmożony wiatr słoneczny, który w znacznej mierze sterylizowałby powierzchnię planety.
Na obecnym etapie badań trudno jednak określić, jakie dokładnie warunki panują na Gliese 163. Ponadto nie ma pewności, czy znany nam schemat powstawania życia, oparty na węglu, jest jedynym możliwym we Wszechświecie.